# Herbert Nonnsen
Herbert Nonnsen (* 21. August 1914 in Flensburg; † 25. Mai 1993) war ein deutscher Politiker (SPD).

## Leben
Nonnsen war als Verwaltungsangestellter tätig. 1946 trat er der SPD bei. 1948 wurde er in den Kreistag des Kreises Schleswig gewählt. Im Kreis Schleswig war er von 1966 bis 1974 stellvertretender Landrat, nach der Bildung des Kreises Schleswig-Flensburg stellvertretender Landrat des neugebildeten Kreises. Von 1966 bis 1969 war Nonnsen Mitglied des Stadtrats von Schleswig.
Im Februar 1969 rückte er für Karl Otto Conrady in den Landtag Schleswig-Holsteins nach und gehörte dem Landtag bis Ende der Legislaturperiode im Mai 1971 an. In der 8. Wahlperiode zog er erneut als Nachrücker in den Landtag ein, in dieser Wahlperiode im November 1978 für Heinz Lund bis Mai 1979.
Nonnsen war Mitglied der Gewerkschaft Öffentliche Dienste, Transport und Verkehr. Er lebte in Schleswig, war verheiratet und hatte drei Kinder.

## Auszeichnungen
- Freiherr-vom-Stein-Medaille
- Bundesverdienstkreuz am Bande